# Hazenpootje (paddenstoel)
Het hazenpootje (Coprinopsis lagopus) is een schimmel uit de familie Psathyrellaceae. De smalle capsule-vormige hoed van jonge exemplaren van de hazenpootinktzwam is dicht bezet met witte haren, die niet opvallen als de hoed nat is. Bij rijpheid, slechts enkele uren later, is de hoed vrijwel kaal, in het midden vlak uitgespreid en de rand is sterk naar boven en naar binnen gekruld. Als de sporen rijp worden vervloeien de plaatjes tot een zwarte "inkt", net als bij andere "inktzwammen". Het komt voor op houtafval in bossen over de hele wereld en in stedelijke gebieden. Soms lijkt het op aarde te groeien, maar die blijkt dan altijd rijk aan weinig verteerde houtresten. De zwamvlok bevindt zich in vochtig dood loofhout, bijvoorbeeld in houtsnippers in plantsoenen, en leeft dus als saprofiet.

## Beschrijving[2][3][4]

### Uiterlijke kenmerken
Hoed
De paddenstoelen komen voor in sterk uiteenlopende formaten van minder dan 1 cm tot meer dan 10 cm hoog. Een individuele paddenstoel verschijnt, groeit uit en vervloeit in minder dan een dag. De hoed is klein en van de zijkant gezien ovaal in het vroegste stadium, om snel uit te spreiden naar ruim klokvormig en uiteindelijk min of meer vlak met een naar boven en dan naar binnen opkrullende rand. De hoed kan als hij zich heeft uitgespreid tot 4 cm in doorsnede bereiken en is grijs tot zwart van kleur. In eerste instantie is hij geheel bedekt met een dikke laag afstaande, breekbare, losse, zilverachtig witte vezels, die gemakkelijk in plukken afvallen als de paddenstoel groeit en vaak uiteindelijk geheel verdwijnen. De hoed splijt vaak vanaf de rand als hij zich uitvouwt.
Lamellen
De plaatjes lopen over in de steel, staan dicht opeen, zijn in eerste instantie bleek en ietwat doorschijnend, maar worden al snel grijs, en daarna zwartachtig om vervolgens te vervloeien tot een zwarte, dikvloeibare sporenmassa (de "inkt"), of vergaat snel en valt uiteen bij droog weer.
Steel
Wanneer de hoed nog niet is uitgevouwen steekt er tot 2 cm onderuit van een ½ cm dikke holle, fragiele, vezelige, witte steel die dichtbezet is met fragiele, afstaande, losse, witte vezels, met name bij de voet, maar die steeds kaler wordt gedurende de ontwikkeling. Uiteindelijk kan de steel 4 to 10 cm lang en 3 to 6 mm in doorsnede worden. Er is geen beurs of ring.
Geur en smaak
Er is geen opvallende geur of smaak.
Sporenprint
De sporenprint is violetachtig zwart.

### Microscopische kenmerken
De sporen zijn 10-14 µm lang en 6-8½ µm in doorsnede, elliptisch, glad, met een grote centrale porie van 1½-2 µm in doorsnede. Ze worden donkerrood onder invloed van een jodiumoplossing. De basidia dragen elk 4 sporen, en zijn er in een korte en een lange vorm in ongeveer dezelfde verhouding.

## Ecologie
Het hazenpootje is een saprofyt die leeft van dood, niet al te sterk verteerd hout in bossen en stedelijke gebieden. Het staat op zichzelf of in kleinere groepen. Het verschijnt afhankelijk van vochtigheid en temperatuur op verschillende tijden van het jaar, in Groot-Brittannië van mei tot november, in mediterrane gebieden in de winter.

## Verspreiding
Het hazenpootje is wijd verspreid en algemeen in Europa, Noord-Amerika en Azië. In Nederland is het zeer algemeen.

## Naamgeving
De wetenschappelijke naam Coprinopsis geeft aan dat deze paddenstoelen lijken op die uit het geslacht Coprinus. Die naam op zijn beurt is afgeleid van het Oudgrieks κοπρος (kopros) "ontlasting", en betekent letterlijk 'levend op mest'. Dat klopt voor veel soorten "inktzwam", maar niet voor het hazenpootje. De soortnaam lagopus is samengesteld uit de Oudgriekse woorden λαγώς (lagos) "haas" en πούς (pous) "voet", naar de gelijkenis van een zachtharige hazenpoot met jonge witvezelige exemplaren van deze paddenstoel.

## Taxonomie
De hazenpootinktzwam werd voor het eerst beschreven door de Zweedse mycoloog Elias Magnus Fries in 1821, die er de naam Agaricus lagopus aan gaf. In 1838 hernoemde Fries de soort tot Coprinus lagopus, een naam die tot 2001 stand heeft gehouden. Toen bleek op grond van DNA-onderzoek dat niet alle "inktzwammen" nauw aan elkaar verwant zijn en dat het vervloeien van de sporenmassa enkele malen afzonderlijk moet zijn ontstaan. Volgens dat onderzoek is het hazenpootje niet erg verwant aan bijvoorbeeld de geschubde inktzwam (familie Agaricaceae) en is daarom in het geslacht Coprinopsis geplaatst, dat behoort tot de familie Psathyrellaceae. Het is mogelijk dat C. lagopus in de toekomst zal worden opgesplitst, want sommige exemplaren die tot C. lagopus worden gerekend, zijn genetisch nauwer verwant aan de morfologisch verschillende soort C. jonesii (met kleinere, rondere sporen), dan aan andere exemplaren van C. lagopus, waarvan ze morfologisch niet te onderscheiden zijn.

## Foto's

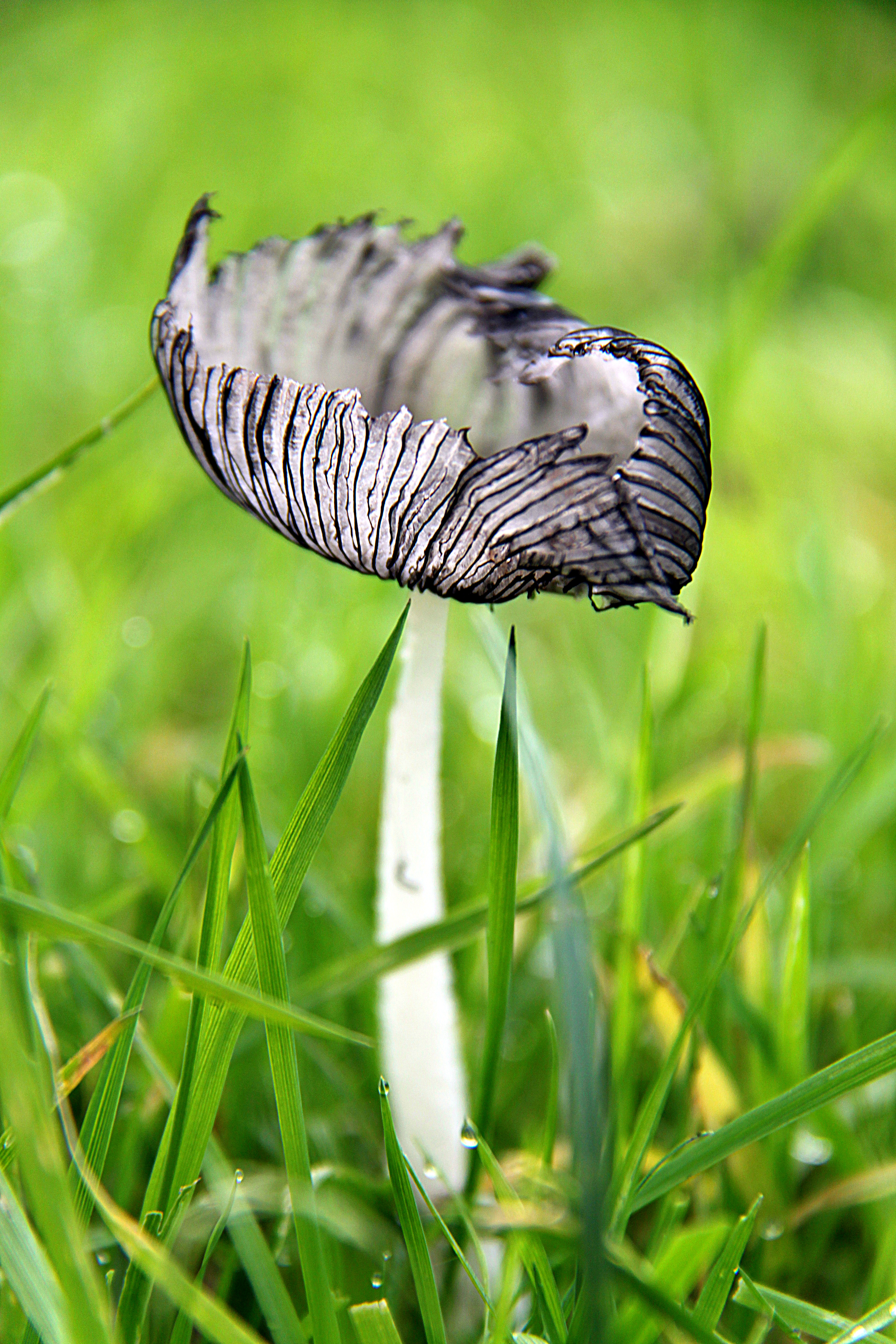
rijp exemplaar met naar boven omgekrulde rand
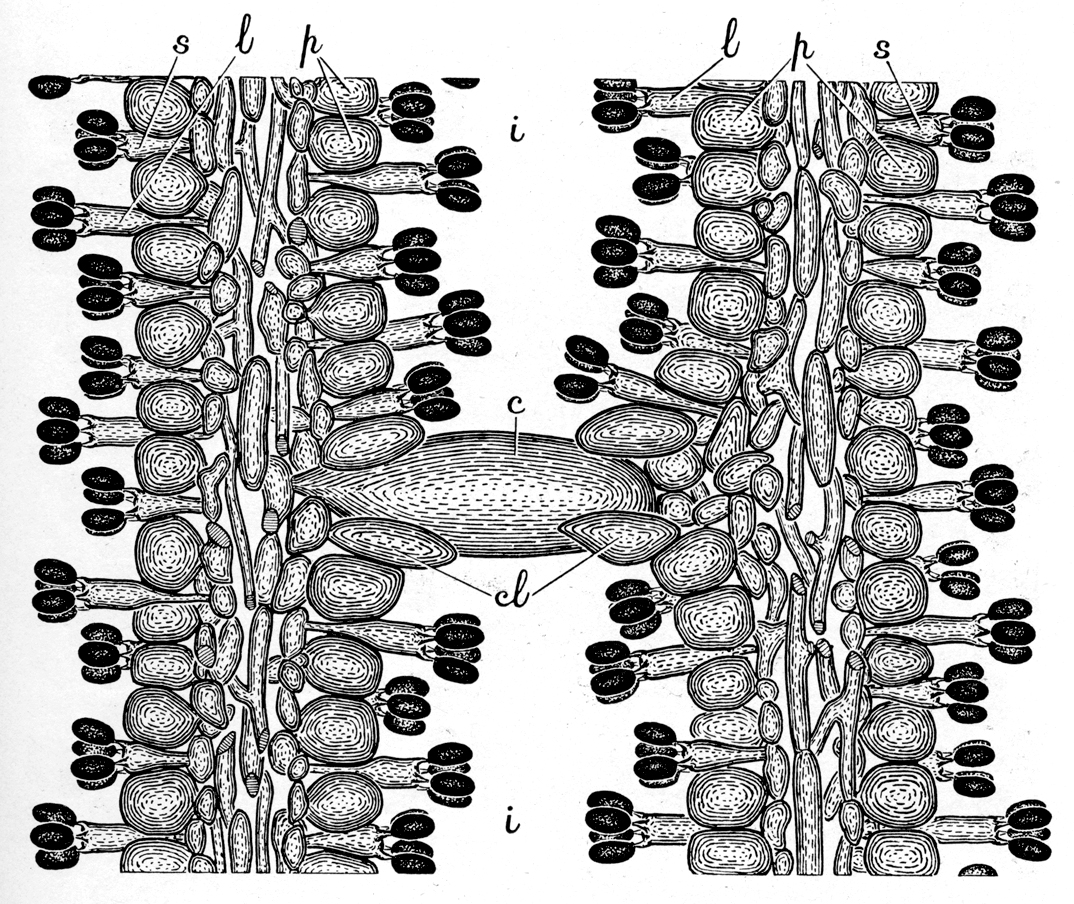
getekende doorsnede van de plaatjes met lange en korte basidia
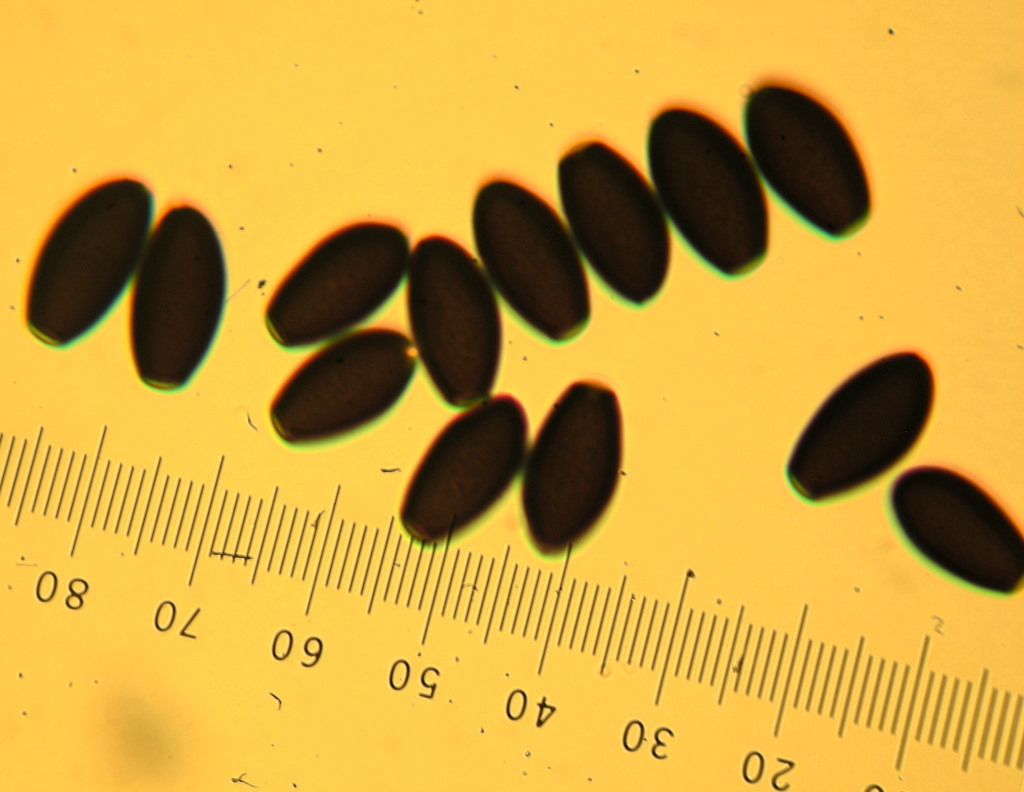
sporen, schaal in µm
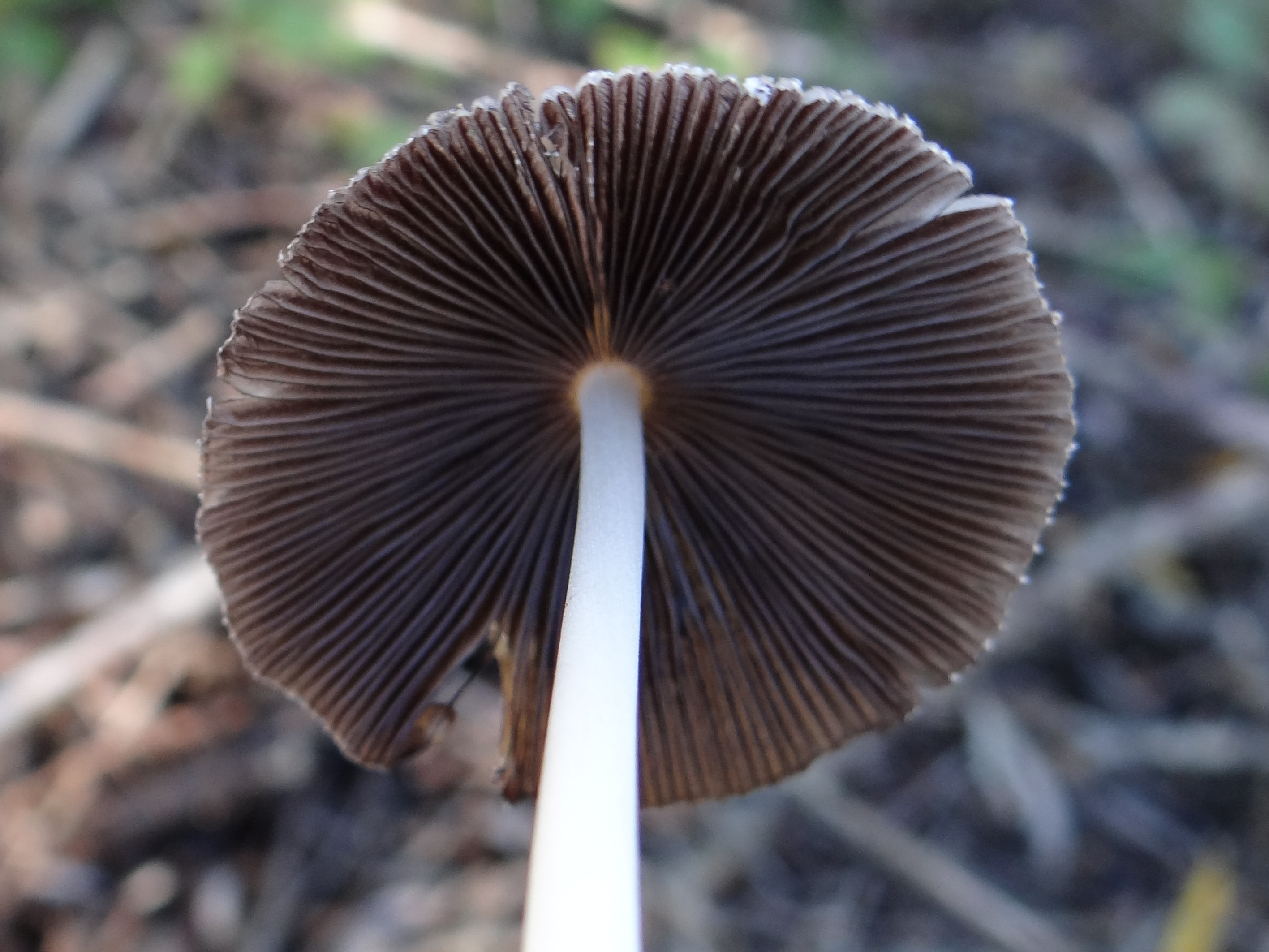
Lamellen